# Гландорф (Охајо)
Гландорф (енгл. Glandorf) град је у америчкој савезној држави Охајо.

## Демографија
По попису из 2010. године број становника је 1.001, што је 82 (8,9%) становника више него 2000. године.
| Група             | 2000.       | 2010.       |
| Белци             | 902 (98,2%) | 973 (97,2%) |
| Афроамериканци    | 0 (0,0%)    | 0 (0,0%)    |
| Азијати           | 1 (0,1%)    | 8 (0,8%)    |
| Хиспаноамериканци | 10 (1,1%)   | 16 (1,6%)   |
| Укупно            | 919         | 1.001       |